# Сюаньюань-цзяо

Сюаньюань-цзяо ( Учение Сюаньюаня; Сюаньюань - одно из имён Хуан-ди ) - синкретическое религиозное движение возникшее во второй половине XX в. на Тайване. Основатель, Ван Ханьшэн (1899–1989), - тайваньский политик, который стремился восстановить традиционные духовные ценности китайской нации посредством восстановления религии, существовавшей, по его мнению, со времён Хуан-ди до воцарения династии Хань. Учение Сюаньюань-цзяо представляет собой синтез конфуцианства, даосизма и моизма; с первой половины 1970-х годов в качестве канонической книги последователи Сюаньюань-цзяо используют обнаруженный в ходе раскопок в Мавандуе (КНР) "Хуан-ди сы цзин" ("Четыре книги Хуан-ди").